# Keroeides fallax
Keroeides fallax is een zachte koraalsoort uit de familie Keroeididae. De koraalsoort komt uit het geslacht Keroeides. Keroeides fallax werd in 1956 voor het eerst wetenschappelijk beschreven door Bayer. 